# Tiêu Nhượng
Tiêu Nhượng, tên hiệu Thánh Thủ Thư Sinh, là một nhân vật hư cấu trong tiểu thuyết cổ điển Trung Quốc Thủy hử. Ông là một trong 72 Địa Sát Tinh của 108 anh hùng Lương Sơn Bạc.

## Xuất thân
Tiêu Nhượng vốn là một học giả ở Ký Châu. Ông nổi tiếng chữ đẹp, có tài thư pháp, đặc biệt có thể bắt chước được bốn loại chữ nổi tiếng và thịnh hành thời đó của bốn nhà đại thư pháp Tô, Hoàng, Mễ, Sái. Do đó Tiêu Nhượng mới có tên hiệu Thánh thủ thư sinh (Thư sinh tay thánh). Ngoài ra, ông cũng biết chút võ nghệ. Tiêu Nhượng là bạn của quân sư Ngô Dụng ở Lương Sơn Bạc.

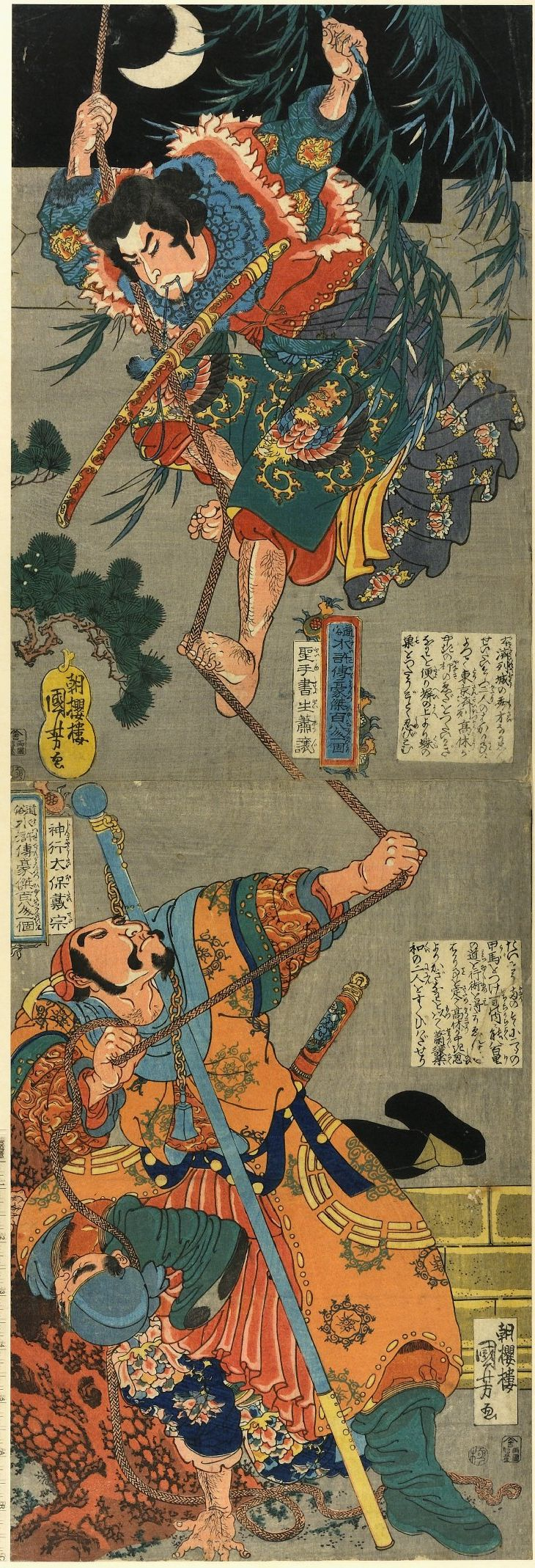
Hồi 81 - Đới Tung (dưới) cầm dây để cứu Tiêu Nhượng (trên) leo xuống thoát khỏi phủ Cao Thái úy

## Gia nhập Lương Sơn Bạc
Sau khi bị đày đến Giang Châu, Tống Giang đề thơ ở lầu Tầm Dương trong lúc say, bị coi là thơ phản nghịch và bị tống vào ngục chờ xét xử. Đới Tung đem thư của tri phủ Giang Châu là Sái Đức Chương, con trai của Sái Kinh, lên kinh đô để Sái Kinh định đoạt vụ việc. Khi đi qua Lương Sơn Bạc, tình cờ quân Lương Sơn biết được vụ việc nên giữ Đới Tung lại, tìm người làm giả bức thư trả lời, Ngô Dụng quen với Tiêu Nhượng viết chữ đẹp và Kim Đại Kiên khắc chạm khéo nên mời cả hai người gia nhập sơn trại và giúp làm giả bức thư để cứu Tống Công Minh.

## Sau khi chiêu an
Khi phân định ngôi thứ ở Lương Sơn Bạc, Tiêu Nhượng trở thành đầu lĩnh cai quản văn thư giấy tờ. Trong quá trình xin triều đình chiêu an, Tiêu Nhượng và Nhạc Hoà được cử theo Cao Cầu về kinh. Tuy nhiên Cao Cầu nuốt lời, giam lỏng cả hai trong phủ. Sau Đới Tung và Yến Thanh phải đến cứu họ ra.
Sau khi nhận chiêu an, ông cùng các đầu lĩnh tham gia các chiến dịch đánh dẹp quân Liêu và các lực lượng khác chống đối triều đình nhà Tống. Trong chiến dịch đánh Vương Khánh, Tiêu Nhượng cùng Bùi Tuyên và Kim Đại Kiên bị địch bắt. Dù tướng địch Lương Vĩnh tra khảo nhưng cả ba không chịu đầu hàng. Cuối cùng, dân trong thành nổi dậy, giết chết Lương Vĩnh và giải thoát cho cả ba.
Trước chiến dịch đánh Phương Lạp, Sái Kinh giữ Tiêu Nhượng lại để lo việc sao chép giấy tờ trong phủ thái sư nên Tiêu Nhượng không tham gia chiến dịch này.